# Lerhamn
Lerhamn är en småort i Brunnby socken i Höganäs kommun, belägen mellan  Nyhamnsläge och Mölle.
Ursprungligen var Lerhamn ett fiskeläge som anlades på 1720-talet på initiativ av Krapperups slott. Byn hette ursprungligen Nyläije, men för att inte förväxlas med Nyhamn (efter 1910: Nyhamnsläge), byttes namnet till Lerhamn. Namnet kommer av att botten på hamnen består av blålera. Strax norr om hamnen finns en badplats.
Krapperups slott med sin engelska park hittas nordost om Lerhamn. Utanför Lerhamn betar kor sommartid på Mölle fälad, som delvis är naturskyddsområde.